# Jersey Evening Post
Il Jersey Evening Post (chiamato JEP) è un giornale locale pubblicato sull'isola di Jersey (Canale della Manica).
Fondato nel 1890 da H. P. Butterworth, esce sei giorni la settimana ed ospita articoli in jèrriais, un dialetto della lingua normanna.

## Storia
L'Evening Post fu fondato nel 1890 da H.P. Butterworth, venendo acquisito poche settimane dopo il lancio del suo numero da Walter Guiton, proprietario degli impianti di stampa.
Il Post veniva stampato a singoli fogli con la pressa piana fino al 1926, quando Guiton introdusse nel processo la prima rotativa. Guiton rimase proprietario ed editore fino al 1927 quando il suo genero Arthur Harrison prese il suo posto che mantenne fino al 1944. Sotto la sua direzione il giornale si trovò sotto il controllo della censura nazista, in seguito all'occupazione delle forze tedesche delle Isole del canale.
Dopo la liberazione delle isole nel 1945 il giornale crebbe in dimensioni e divenne nel 1957 parte di una conglomerata, la W. E. Guiton and Co Ltd.
A seguito della chiusura del Morning News nel 1949, l'Evening Post si ritrovò senza un competitor di lingua inglese sulle isole; in seguito la chiusura del giornale di lingua francese Les Chroniques de Jersey alla fine del 1959 lasciò l'Evening Post nella posizione di unico giornale a pubblicare la Jersey Gazette, concernente le notizie ufficiali e le leggi promulgate.
Nel 1967, il giornale venne rinominato in Jersey Evening Post.

## Diffusione
Il Jersey Evening Post aveva nel 2007 una tiratura di 21 376 copie, passando a 20 070 copie nel 2008.